# Ronde van Lombardije 1970
De Ronde van Lombardije 1970 was de 64e editie van deze eendaagse Italiaanse wielerwedstrijd, en werd verreden op zaterdag 10 oktober 1970. Het parcours leidde van Milaan naar Como en ging over een afstand van 266 kilometer. 
De Italiaan Franco Bitossi won de sprint a deux.
De eindzege in de Super Prestige Pernod ging naar de Belg Eddy Merckx.
Geen enkele Nederlander haalde de eindstreep.

## Uitslag
| Ronde van Lombardije 1970 |                    |                     |          |
| Plaats                    | Naam               | Ploeg               | Tijd     |
| Winnaar                   | Franco Bitossi     | Filotex             | 6u57'22" |
| 2                         | Felice Gimondi     | Salvarani           | z.t.     |
| 3                         | Gianni Motta       | Salvarani           | + 2' 17" |
| 4                         | Eddy Merckx        | Faema-Faemino       | z.t.     |
| 5                         | Herman Vanspringel | Mann-Grundig        | z.t.     |
| 6                         | Ole Ritter         | Germanvox–Wega      | z.t.     |
| 7                         | Luis Ocaña         | Bic                 | z.t.     |
| 8                         | Enrico Maggioni    | Ferretti            | z.t.     |
| 9                         | Michele Dancelli   | Molteni             | + 5' 17" |
| 10                        | Billy Bilsland     | Peugeot-Michelin-BP | + 6' 42" |

1905 · 1906 · 1907 · 1908 · 1909 · 1910 · 1911 · 1912 · 1913 · 1914 · 1915 · 1916 · 1917 · 1918 · 1919 · 1920 · 1921 · 1922 · 1923 · 1924 · 1925 · 1926 · 1927 · 1928 · 1929 · 1930 · 1931 · 1932 · 1933 · 1934 · 1935 · 1936 · 1937 · 1938 · 1939 · 1940 · 1941 · 1942 · 1943 · 1944 · 1945 · 1946 · 1947 · 1948 · 1949 · 1950 · 1951 · 1952 · 1953 · 1954 · 1955 · 1956 · 1957 · 1958 · 1959 · 1960 · 1961 · 1962 · 1963 · 1964 · 1965 · 1966 · 1967 · 1968 · 1969 · 1970 · 1971 · 1972 · 1973 · 1974 · 1975 · 1976 · 1977 · 1978 · 1979 · 1980 · 1981 · 1982 · 1983 · 1984 · 1985 · 1986 · 1987 · 1988 · 1989 · 1990 · 1991 · 1992 · 1993 · 1994 · 1995 · 1996 · 1997 · 1998 · 1999 · 2000 · 2001 · 2002 · 2003 · 2004 · 2005 · 2006 · 2007 · 2008 · 2009 · 2010 · 2011 · 2012 · 2013 · 2014 · 2015 · 2016 · 2017 · 2018 · 2019 · 2020 · 2021 · 2022 · 2023 · 2024 · 2025